# Diskografie The Weeknd
Toto je seznam vydané diskografie kanadského zpěváka The Weeknd.

## Alba

### Studiová alba
| Název                                                                                   | Detaily o albu                                             | Umístění v hitparádách | Umístění v hitparádách | Umístění v hitparádách | Umístění v hitparádách | Umístění v hitparádách | Umístění v hitparádách | Umístění v hitparádách | Umístění v hitparádách | Umístění v hitparádách | Umístění v hitparádách | Prodeje                                   | Certifikace |
| Název                                                                                   | Detaily o albu                                             | CAN                    | AUS                    | DEN                    | FRA                    | GER                    | NOR                    | NZ                     | SWE                    | UK                     | US                     | Prodeje                                   | Certifikace |
| --------------------------------------------------------------------------------------- | ---------------------------------------------------------- | ---------------------- | ---------------------- | ---------------------- | ---------------------- | ---------------------- | ---------------------- | ---------------------- | ---------------------- | ---------------------- | ---------------------- | ----------------------------------------- | --- |
| Kiss Land                                                                               | - Vydáno: 10. září 2013 - Vydavatelství: XO, Republic      | 2                      | 30                     | 6                      | 93                     | 93                     | 25                     | —                      | 60                     | 12                     | 2                      | - US: 95,000                              | - MC: Platinum - BPI: Gold - IFPI DEN: Gold - RIAA: Gold |
| Beauty Behind the Madness                                                               | - Vydáno: 28. srpna 2015 - Vydavatelství: XO, Republic     | 1                      | 1                      | 2                      | 6                      | 7                      | 1                      | 2                      | 1                      | 1                      | 1                      | - UK: 786,366 - US: 1,230,000             | - MC: 7× Platinum - ARIA: 2× Platinum - BPI: 2× Platinum - BVMI: Gold - IFPI DEN: 5× Platinum - IFPI NOR: Gold - IFPI SWE: Platinum - RIAA: 6× Platinum - RMNZ: 3× Platinum                                |
| Starboy                                                                                 | - Vydáno: 25. listopadu 2016 - Vydavatelství: XO, Republic | 1                      | 1                      | 1                      | 14                     | 10                     | 1                      | 5                      | 1                      | 5                      | 1                      | - UK: 801,973 - US: 484,000               | - MC: 7× Platinum - ARIA: 3× Platinum - BPI: 2× Platinum - BVMI: Platinum - IFPI DEN: 7× Platinum - IFPI NOR: Platinum - IFPI SWE: 2× Platinum - RIAA: 6× Platinum - RMNZ: 5× Platinum - SNEP: 3× Platinum |
| After Hours                                                                             | - Vydáno: 20. března 2020 - Vydavatelství: XO, Republic    | 1                      | 1                      | 1                      | 2                      | 5                      | 1                      | 1                      | 1                      | 1                      | 1                      | - CAN: 54,000 - UK: 439,014 - US: 586,000 | - MC: 5× Platinum - ARIA: Platinum - BPI: Platinum - BVMI: Gold - IFPI DEN: 6× Platinum - IFPI NOR: 2× Platinum - IFPI SWE: 2× Platinum - RIAA: 3× Platinum - RMNZ: Platinum - SNEP: Diamond               |
| Dawn FM                                                                                 | - Vydáno: 7. ledna 2022 - Vydavatelství: XO, Republic      | 1                      | 1                      | 2                      | 3                      | 5                      | 1                      | 1                      | 1                      | 1                      | 2                      | - US: 195,000                             | - MC: Platinum - ARIA: Gold - BPI: Gold - IFPI DEN: Platinum - IFPI NOR: Gold - RIAA: Platinum - RMNZ: Platinum - SNEP: Platinum                                                                           |
| Hurry Up Tomorrow                                                                       | - Vydáno: 31. ledna 2025 - Vydavatelství: XO, Republic     | 1                      | 1                      | 1                      | 1                      | 1                      | 1                      | 1                      | 3                      | 1                      | 1                      | - US: 359,000                             | - BPI: Silver - SNEP: Gold |
| "—" značí, že se nahrávka neumístila v hitparádách nebo v tomto území ani nebyla vydána |                                                            |                        |                        |                        |                        |                        |                        |                        |                        |                        |                        |                                           | |

### Koncertní alba
| Název                | Detaily o albu                                         | Umístění v hitparádě |
| Název                | Detaily o albu                                         | US                   |
| -------------------- | ------------------------------------------------------ | -------------------- |
| Live at SoFi Stadium | - Vydáno: 3. března 2023 - Vydavatelství: XO, Republic | 172                  |

### Mixtapy
| House of Balloons                                                                       | - Vydáno: 21. března 2011 - Vydavatelství: XO   | 40 | 113 |
| Thursday                                                                                | - Vydáno: 18. srpna 2011 - Vydavatelství: XO    | —  | —   |
| Echoes of Silence                                                                       | - Vydáno: 21. prosince 2011 - Vydavatelství: XO | —  | —   |
| "—" značí, že se nahrávka neumístila v hitparádách nebo v tomto území ani nebyla vydána |                                                 |    |     |

### Kompilační alba
| Název                                                                                   | Detaily o albu                                                                                     | Umístění v hitparádách | Umístění v hitparádách | Umístění v hitparádách | Umístění v hitparádách | Umístění v hitparádách | Umístění v hitparádách | Umístění v hitparádách | Umístění v hitparádách | Umístění v hitparádách | Umístění v hitparádách | Prodeje       | Certifikace                                                                                      |
| Název                                                                                   | Detaily o albu                                                                                     | CAN                    | AUS                    | DEN                    | FRA                    | GER                    | JPN                    | NLD                    | NZ                     | UK                     | US                     | Prodeje       | Certifikace                                                                                      |
| --------------------------------------------------------------------------------------- | -------------------------------------------------------------------------------------------------- | ---------------------- | ---------------------- | ---------------------- | ---------------------- | ---------------------- | ---------------------- | ---------------------- | ---------------------- | ---------------------- | ---------------------- | ------------- | ------------------------------------------------------------------------------------------------ |
| Trilogy                                                                                 | - Vydáno: 8. listopadu 2012 - Vydavatelství: XO, Republic                                          | 5                      | 93                     | 22                     | 128                    | 90                     | —                      | 48                     | —                      | 37                     | 4                      | - US: 558,000 | - MC: 3× Platinum - ARIA: Gold - BPI: Gold - IFPI DEN: Platinum - RIAA: 3× Platinum - RMNZ: Gold |
| The Weeknd in Japan                                                                     | - Vydáno: 21. listopadu 2018 (pouze Japonsko) - Vydavatelství: XO, Republic, Universal Music Japan | —                      | —                      | —                      | —                      | —                      | 157                    | —                      | —                      | —                      | —                      |               |                                                                                                  |
| The Highlights                                                                          | - Vydáno: 5. února 2021 - Vydavatelství: XO, Republic                                              | 1                      | 2                      | 27                     | 4                      | 13                     | 83                     | 29                     | 1                      | 2                      | 2                      |               | - MC: 3× Platinum - ARIA: 3× Platinum - BPI: 4× Platinum - RMNZ: 7× Platinum - SNEP: 3× Platinum |
| "—" značí, že se nahrávka neumístila v hitparádách nebo v tomto území ani nebyla vydána | |                        |                        |                        |                        |                        |                        |                        |                        |                        |                        |               |                                                                                                  |

## Extended play
| Název                                                                                   | Detaily o EP                                                         | Umístění v hitparádách | Umístění v hitparádách | Umístění v hitparádách | Umístění v hitparádách | Umístění v hitparádách | Umístění v hitparádách | Umístění v hitparádách | Umístění v hitparádách | Umístění v hitparádách | Umístění v hitparádách | Prodeje       | Certifikace                                                                                    |
| Název                                                                                   | Detaily o EP                                                         | CAN                    | AUS                    | DEN                    | FRA                    | GER                    | NLD                    | NZ                     | SWE                    | UK                     | US                     | Prodeje       | Certifikace                                                                                    |
| --------------------------------------------------------------------------------------- | -------------------------------------------------------------------- | ---------------------- | ---------------------- | ---------------------- | ---------------------- | ---------------------- | ---------------------- | ---------------------- | ---------------------- | ---------------------- | ---------------------- | ------------- | ---------------------------------------------------------------------------------------------- |
| My Dear Melancholy                                                                      | - Vydáno: 30. března 2018 - Vydavatelství: XO, Republic              | 1                      | 3                      | 1                      | 17                     | 7                      | 3                      | 2                      | 1                      | 3                      | 1                      | - US: 117,000 | - MC: Platinum - ARIA: Gold - BPI: Gold - IFPI DEN: Platinum - RIAA: Platinum - RMNZ: Platinum |
| After Hours (Remixes)                                                                   | - Vydáno: 3. dubna 2020 - Vydavatelství: XO, Republic                | —                      | —                      | —                      | —                      | —                      | —                      | —                      | —                      | —                      | —                      |               |                                                                                                |
| The Dawn FM Experience                                                                  | - Vydáno: 26. února 2022 - Vydavatelství: XO, Republic               | —                      | —                      | —                      | —                      | —                      | —                      | —                      | —                      | 92                     | —                      |               |                                                                                                |
| The Idol, Vol. 1                                                                        | - Vydáno: 9. června – 3. července 2023 - Vydavatelství: XO, Republic | —                      | 73                     | —                      | —                      | —                      | —                      | —                      | —                      | —                      | —                      |               |                                                                                                |
| "—" značí, že se nahrávka neumístila v hitparádách nebo v tomto území ani nebyla vydána |                                                                      |                        |                        |                        |                        |                        |                        |                        |                        |                        |                        |               |                                                                                                |

## Singly

### Jako hlavní umělec
| Název                                                                                   | Rok  | Umístění v hitparádách | Umístění v hitparádách | Umístění v hitparádách | Umístění v hitparádách | Umístění v hitparádách | Umístění v hitparádách | Umístění v hitparádách | Umístění v hitparádách | Umístění v hitparádách | Umístění v hitparádách | Certifikace | Album                                                         |
| Název                                                                                   | Rok  | CAN                    | AUS                    | DEN                    | FRA                    | GER                    | NLD                    | NZ                     | SWE                    | UK                     | US                     | Certifikace | Album                                                         |
| --------------------------------------------------------------------------------------- | ---- | ---------------------- | ---------------------- | ---------------------- | ---------------------- | ---------------------- | ---------------------- | ---------------------- | ---------------------- | ---------------------- | ---------------------- | --- | ------------------------------------------------------------- |
| "Wicked Games"                                                                          | 2012 | 43                     | —                      | —                      | —                      | —                      | —                      | —                      | 19                     | 152                    | 53                     | - MC: 2× Platinum - ARIA: 2× Platinum - BPI: Gold - IFPI DEN: Gold - RIAA: 3× Platinum - RMNZ: Platinum                                                                                  | Trilogy                                                       |
| "Twenty Eight"                                                                          | 2012 | —                      | —                      | —                      | —                      | —                      | —                      | —                      | —                      | 150                    | —                      | - RIAA: Platinum | Trilogy                                                       |
| "The Zone" (feat. Drake)                                                                | 2012 | —                      | —                      | —                      | —                      | —                      | —                      | —                      | —                      | —                      | —                      | - ARIA: Gold - RIAA: Platinum | Trilogy                                                       |
| "Kiss Land"                                                                             | 2013 | —                      | —                      | —                      | —                      | —                      | —                      | —                      | —                      | —                      | —                      | | Kiss Land                                                     |
| "Belong to the World"                                                                   | 2013 | —                      | —                      | —                      | —                      | —                      | —                      | —                      | —                      | —                      | —                      | | Kiss Land                                                     |
| "Love in the Sky"                                                                       | 2013 | —                      | —                      | —                      | —                      | —                      | —                      | —                      | —                      | —                      | —                      | | Kiss Land                                                     |
| "Live For" (feat. Drake)                                                                | 2013 | —                      | —                      | —                      | —                      | —                      | —                      | —                      | —                      | 111                    | —                      | | Kiss Land                                                     |
| "Pretty"                                                                                | 2013 | —                      | —                      | —                      | —                      | —                      | —                      | —                      | —                      | —                      | —                      | | Kiss Land                                                     |
| "Wanderlust"                                                                            | 2014 | 45                     | —                      | —                      | —                      | —                      | —                      | —                      | —                      | —                      | —                      | - MC: Gold | Kiss Land                                                     |
| "Often"                                                                                 | 2014 | 69                     | —                      | —                      | —                      | —                      | 65                     | —                      | 55                     | 65                     | 59                     | - MC: 3× Platinum - ARIA: 4× Platinum - BPI: Platinum - BVMI: Gold - IFPI DEN: 2× Platinum - IFPI SWE: Platinum - RIAA: 4× Platinum - RMNZ: 2× Platinum                                  | Beauty Behind the Madness                                     |
| "Love Me Harder" (s Ariana Grande)                                                      | 2014 | 10                     | 19                     | 18                     | 27                     | 35                     | 12                     | 28                     | 26                     | 48                     | 7                      | - MC: 3× Platinum - ARIA: 4× Platinum - BPI: Platinum - BVMI: Gold - IFPI DEN: Platinum - IFPI SWE: 2× Platinum - RIAA: 5× Platinum - RMNZ: 2× Platinum                                  | My Everything                                                 |
| "Earned It"                                                                             | 2014 | 8                      | 13                     | 2                      | 2                      | 17                     | 8                      | 7                      | 7                      | 4                      | 3                      | - MC: 6× Platinum - ARIA: 6× Platinum - BPI: 3× Platinum - BVMI: Platinum - IFPI DEN: 3× Platinum - IFPI SWE: 3× Platinum - RIAA: Diamond - RMNZ: 4× Platinum - SNEP: Gold               | Padesát odstínů šedi a Beauty Behind the Madness              |
| "The Hills"                                                                             | 2015 | 1                      | 3                      | 11                     | 11                     | 10                     | 29                     | 2                      | 12                     | 3                      | 1                      | - MC: Diamond - ARIA: 12× Platinum - BPI: 4× Platinum - BVMI: 3× Gold - IFPI DEN: 2× Platinum - IFPI SWE: 3× Platinum - RIAA: Diamond (11× Platinum) - RMNZ: 6× Platinum                 | Beauty Behind the Madness                                     |
| "Can't Feel My Face"                                                                    | 2015 | 1                      | 2                      | 1                      | 5                      | 14                     | 3                      | 1                      | 6                      | 3                      | 1                      | - MC: Diamond - ARIA: 11× Platinum - BPI: 4× Platinum - BVMI: Platinum - IFPI DEN: 2× Platinum - IFPI SWE: 6× Platinum - RIAA: Diamond - RMNZ: 5× Platinum - SNEP: Gold                  | Beauty Behind the Madness                                     |
| "In the Night"                                                                          | 2015 | 12                     | 13                     | 26                     | 124                    | 72                     | 22                     | 22                     | 40                     | 48                     | 12                     | - MC: 2× Platinum - ARIA: Platinum - BPI: Gold - IFPI DEN: Platinum - IFPI SWE: Platinum - RIAA: 3× Platinum - RMNZ: Platinum                                                            | Beauty Behind the Madness                                     |
| "Acquainted"                                                                            | 2015 | 73                     | 96                     | 45                     | 17                     | 6                      | 7                      | 45                     | 53                     | 90                     | 60                     | - MC: 4× Platinum - ARIA: Platinum - BPI: Gold - IFPI DEN: Gold - RIAA: 4× Platinum - RMNZ: Platinum                                                                                     | Beauty Behind the Madness                                     |
| "Starboy" (feat. Daft Punk)                                                             | 2016 | 1                      | 2                      | 1                      | 1                      | 3                      | 1                      | 1                      | 1                      | 2                      | 1                      | - MC: Diamond - ARIA: 15× Platinum - BPI: 5× Platinum - BVMI: 3× Gold - IFPI DEN: 4× Platinum - IFPI SWE: 4× Platinum - RIAA: Diamond (15× Platinum) - RMNZ: 7× Platinum - SNEP: Diamond | Starboy                                                       |
| "False Alarm"                                                                           | 2016 | 33                     | 72                     | —                      | 98                     | —                      | 79                     | —                      | 89                     | 51                     | 55                     | - MC: Platinum - ARIA: Platinum - BPI: Silver - RIAA: Platinum - RMNZ: Gold | Starboy                                                       |
| "I Feel It Coming" (feat. Daft Punk)                                                    | 2016 | 10                     | 4                      | 7                      | 1                      | 29                     | 4                      | 7                      | 5                      | 9                      | 4                      | - MC: 5× Platinum - ARIA: 8× Platinum - BPI: 2× Platinum - BVMI: Platinum - IFPI DEN: 3× Platinum - IFPI SWE: 3× Platinum - RIAA: 8× Platinum - RMNZ: 5× Platinum - SNEP: Diamond        | Starboy                                                       |
| "Party Monster"                                                                         | 2016 | 8                      | 33                     | 16                     | 88                     | 34                     | 27                     | 27                     | 26                     | 17                     | 16                     | - MC: 4× Platinum - ARIA: 2× Platinum - BPI: Platinum - IFPI DEN: Platinum - RIAA: 3× Platinum - RMNZ: Platinum - SNEP: Gold                                                             | Starboy                                                       |
| "Reminder"                                                                              | 2017 | 16                     | —                      | —                      | 74                     | 93                     | 60                     | —                      | 76                     | 39                     | 31                     | - MC: 3× Platinum - BPI: Platinum - BVMI: Gold - IFPI DEN: Gold - RIAA: 3× Platinum - RMNZ: 2× Platinum - SNEP: Platinum                                                                 | Starboy                                                       |
| "Rockin'"                                                                               | 2017 | 25                     | —                      | —                      | 176                    | 60                     | 25                     | —                      | 12                     | 26                     | 44                     | - MC: Platinum - BPI: Silver - RMNZ: Gold | Starboy                                                       |
| "Die for You" (sólo nebo remix s Ariana Grande)                                         | 2017 | 2                      | 3                      | 3                      | 20                     | 10                     | 5                      | 2                      | 13                     | 3                      | 1                      | - MC: 8× Platinum - ARIA: 8× Platinum - BPI: 2× Platinum - BVMI: Gold - IFPI DEN: 2× Platinum - RIAA: Diamond - RMNZ: 5× Platinum - SNEP: Diamond                                        | Starboy                                                       |
| "Secrets"                                                                               | 2017 | 27                     | —                      | —                      | 114                    | —                      | 55                     | —                      | 77                     | 47                     | 47                     | - MC: Platinum - BPI: Silver - RIAA: Platinum - RMNZ: Gold | Starboy                                                       |
| "Pray for Me" (s Kendrick Lamar)                                                        | 2018 | 5                      | 9                      | 6                      | 14                     | 24                     | 22                     | 12                     | 4                      | 11                     | 7                      | - MC: 3× Platinum - ARIA: 4× Platinum - BPI: Platinum - BVMI: Gold - IFPI DEN: Platinum - IFPI SWE: Platinum - RIAA: 2× Platinum - RMNZ: 2× Platinum - SNEP: Platinum                    | Black Panther: The Album                                      |
| "Call Out My Name"                                                                      | 2018 | 1                      | 3                      | 3                      | 22                     | 7                      | 14                     | 7                      | 6                      | 7                      | 4                      | - MC: 3× Platinum - ARIA: 6× Platinum - BPI: 2× Platinum - BVMI: Gold - IFPI DEN: Platinum - IFPI SWE: Gold - RIAA: 3× Platinum - RMNZ: 3× Platinum - SNEP: Diamond                      | My Dear Melancholy                                            |
| "Lost in the Fire" (s Gesaffelstein)                                                    | 2019 | 14                     | 24                     | 17                     | 78                     | 49                     | 60                     | —                      | 9                      | 9                      | 27                     | - MC: 2× Platinum - ARIA: Gold - BPI: Platinum - BVMI: Gold - IFPI DEN: Gold - IFPI SWE: Gold - RIAA: 2× Platinum - RMNZ: Platinum - SNEP: Platinum                                      | Hyperion                                                      |
| "Power Is Power" (se SZA a Travis Scott)                                                | 2019 | 50                     | 30                     | —                      | —                      | —                      | —                      | —                      | 41                     | 45                     | 90                     | - RIAA: Gold | Hra o trůny                                                   |
| "Heartless"                                                                             | 2019 | 3                      | 10                     | —                      | 69                     | 36                     | 30                     | 13                     | 27                     | 10                     | 1                      | - MC: 3× Platinum - ARIA: 3× Platinum - BPI: Platinum - IFPI DEN: Platinum - IFPI SWE: Platinum - RIAA: 3× Platinum - RMNZ: Platinum - SNEP: Gold                                        | After Hours                                                   |
| "Blinding Lights"                                                                       | 2019 | 1                      | 1                      | 1                      | 1                      | 1                      | 1                      | 1                      | 1                      | 1                      | 1                      | - MC: Diamond - ARIA: 17× Platinum - BPI: 8× Platinum - BVMI: 3× Platinum - IFPI DEN: 4× Platinum - IFPI SWE: 11× Platinum - RIAA: Diamond - RMNZ: 9× Platinum - SNEP: Diamond           | After Hours                                                   |
| "After Hours"                                                                           | 2020 | 14                     | 11                     | 17                     | 44                     | 35                     | 27                     | 29                     | 10                     | 20                     | 20                     | - ARIA: 2× Platinum - BPI: Platinum - IFPI DEN: Gold - RIAA: Platinum - RMNZ: Platinum - SNEP: Gold                                                                                      | After Hours                                                   |
| "In Your Eyes"                                                                          | 2020 | 13                     | 13                     | 5                      | 31                     | 68                     | 20                     | 24                     | 7                      | 17                     | 16                     | - MC: 2× Platinum - ARIA: 3× Platinum - BPI: Platinum - BVMI: Gold - IFPI DEN: 2× Platinum - IFPI SWE: 3× Platinum - RIAA: Platinum - RMNZ: 2× Platinum - SNEP: Diamond                  | After Hours                                                   |
| "Smile" (s Juice Wrld)                                                                  | 2020 | 7                      | 8                      | 24                     | 152                    | 57                     | 47                     | 12                     | 17                     | 23                     | 8                      | - BPI: Silver - RIAA: Platinum - RMNZ: Platinum | Legends Never Die                                             |
| "Save Your Tears" (sólo nebo remix s Ariana Grande)                                     | 2020 | 1                      | 3                      | 1                      | 6                      | 5                      | 15                     | 9                      | 3                      | 2                      | 1                      | - MC: Diamond - ARIA: 11× Platinum - BPI: 4× Platinum - BVMI: 2× Platinum - IFPI DEN: 4× Platinum - IFPI SWE: 6× Platinum - RIAA: Diamond - RMNZ: 6× Platinum - SNEP: Diamond            | After Hours                                                   |
| "Over Now" (s Calvin Harris)                                                            | 2020 | 22                     | 17                     | 31                     | 124                    | 92                     | 83                     | 38                     | 15                     | 33                     | 38                     | - ARIA: Gold | Singly bez alb                                                |
| "Hawái" (Remix) (s Maluma)                                                              | 2020 | 21                     | —                      | —                      | 86                     | 62                     | 17                     | —                      | 28                     | 84                     | 12                     | - RIAA: 22× Platinum (Latin) | Singly bez alb                                                |
| "You Right" (s Doja Cat)                                                                | 2021 | 10                     | 11                     | —                      | 120                    | 54                     | 59                     | 6                      | 53                     | 9                      | 11                     | - MC: Platinum - ARIA: 2× Platinum - BPI: Gold - IFPI SWE: Gold - RIAA: 2× Platinum - RMNZ: 2× Platinum - SNEP: Gold                                                                     | Planet Her                                                    |
| "Better Believe" (s Belly a Young Thug)                                                 | 2021 | 23                     | —                      | —                      | —                      | —                      | —                      | —                      | —                      | —                      | 88                     | | See You Next Wednesday                                        |
| "Take My Breath"                                                                        | 2021 | 3                      | 9                      | 7                      | 17                     | 18                     | 17                     | 12                     | 8                      | 13                     | 6                      | - ARIA: 2× Platinum - BPI: Platinum - BVMI: Gold - IFPI DEN: Platinum - IFPI SWE: Platinum - RIAA: Platinum - RMNZ: Platinum - SNEP: Diamond                                             | Dawn FM                                                       |
| "Die for It" (s Belly feat. Nas)                                                        | 2021 | 65                     | —                      | —                      | —                      | —                      | —                      | —                      | —                      | —                      | —                      | | See You Next Wednesday                                        |
| "Hurricane" (s Kanye West feat. Lil Baby)                                               | 2021 | 4                      | 4                      | 5                      | 41                     | 37                     | 28                     | 3                      | 8                      | 7                      | 6                      | - MC: Platinum - BPI: Silver - IFPI DEN: Gold - RIAA: 2× Platinum - RMNZ: Platinum | Donda                                                         |
| "Moth to a Flame" (se Swedish House Mafia)                                              | 2021 | 7                      | 8                      | 10                     | 34                     | 14                     | 19                     | 13                     | 5                      | 15                     | 27                     | - MC: 3× Platinum - ARIA: Platinum - BPI: Platinum - BVMI: Gold - IFPI DEN: Gold - NVPI: Platinum - RIAA: Platinum - RMNZ: Platinum - SNEP: Diamond                                      | Paradise Again a Dawn FM (Alternate World)                    |
| "One Right Now" (s Post Malone)                                                         | 2021 | 7                      | 9                      | 12                     | 133                    | 45                     | 35                     | 19                     | 10                     | 20                     | 6                      | - MC: 3× Platinum - ARIA: 3× Platinum - BPI: Gold - IFPI DEN: Gold - IFPI SWE: Platinum - RMNZ: Platinum - SNEP: Gold                                                                    | Twelve Carat Toothache                                        |
| "Sacrifice"                                                                             | 2022 | 9                      | 9                      | 12                     | 21                     | 27                     | 15                     | 22                     | 5                      | 10                     | 11                     | - ARIA: Platinum - BPI: Silver - IFPI DEN: Gold - IFPI SWE: Gold - RMNZ: Gold - SNEP: Platinum                                                                                           | Dawn FM                                                       |
| "Out of Time"                                                                           | 2022 | 20                     | 29                     | 32                     | 55                     | —                      | 86                     | —                      | 46                     | —                      | 32                     | - ARIA: Platinum - BPI: Silver - RIAA: Platinum - RMNZ: Gold - SNEP: Gold | Dawn FM                                                       |
| "Less than Zero"                                                                        | 2022 | 32                     | 47                     | 33                     | 82                     | —                      | —                      | —                      | 67                     | —                      | 53                     | - ARIA: Gold - BPI: Silver - RMNZ: Gold - SNEP: Gold | Dawn FM                                                       |
| "Nothing Is Lost (You Give Me Strength)"                                                | 2022 | 88                     | —                      | —                      | 140                    | —                      | —                      | —                      | —                      | —                      | —                      | | Avatar: The Way of Water (Original Motion Picture Soundtrack) |
| "Creepin'" (s Metro Boomin a 21 Savage)                                                 | 2023 | 1                      | 7                      | 3                      | 8                      | 10                     | 8                      | 6                      | 8                      | 7                      | 3                      | - MC: 3× Platinum - ARIA: 4× Platinum - BPI: Platinum - BVMI: Gold - IFPI DEN: Platinum - RIAA: 2× Platinum - RMNZ: 2× Platinum - SNEP: Diamond                                          | Heroes & Villains                                             |
| "Double Fantasy" (feat. Future)                                                         | 2023 | 7                      | 9                      | 18                     | 34                     | 23                     | 38                     | 11                     | 18                     | 14                     | 18                     | - ARIA: Gold | The Idol Episode 2 (Music from the HBO Original Series)       |
| "Popular" (s Playboi Carti a Madonna)                                                   | 2023 | 10                     | 8                      | 17                     | 77                     | 21                     | 23                     | 6                      | 27                     | 10                     | 43                     | - ARIA: 3× Platinum - BPI: Platinum - BVMI: Gold - IFPI DEN: Platinum - RIAA: Platinum - RMNZ: 2× Platinum - SNEP: Platinum                                                              | The Highlights (Deluxe)                                       |
| "K-pop" (s Travis Scott a Bad Bunny)                                                    | 2023 | 14                     | 22                     | 25                     | 20                     | 22                     | 49                     | 27                     | 27                     | 24                     | 7                      | - MC: Platinum - RIAA: Platinum | Utopia                                                        |
| "Another One of Me" (s Diddy a French Montana feat. 21 Savage)                          | 2023 | 83                     | —                      | —                      | —                      | —                      | —                      | —                      | —                      | 98                     | 87                     | | The Love Album: Off the Grid                                  |
| "One of the Girls" (s Jennie a Lily-Rose Depp)                                          | 2023 | 29                     | 30                     | —                      | 110                    | 53                     | 66                     | 28                     | 26                     | 21                     | 51                     | - ARIA: Gold - BPI: Gold - IFPI DEN: Gold - RIAA: Platinum - RMNZ: Platinum - SNEP: Platinum                                                                                             | The Idol Episode 4 (Music from the HBO Original Series)       |
| "Young Metro" (s Future a Metro Boomin)                                                 | 2024 | 17                     | 68                     | —                      | 111                    | —                      | —                      | —                      | —                      | —                      | 9                      | - MC: Gold | We Don't Trust You                                            |
| "We Still Don't Trust You" (s Future a Metro Boomin)                                    | 2024 | 21                     | 66                     | —                      | 119                    | —                      | —                      | —                      | —                      | 49                     | 22                     | - MC: Gold | We Still Don't Trust You                                      |
| "Dancing in the Flames"                                                                 | 2024 | 15                     | 19                     | 23                     | 31                     | 13                     | 35                     | 32                     | 10                     | 12                     | 14                     | - MC: Gold - BPI: Silver - SNEP: Gold | Singl bez alb                                                 |
| "Timeless" (s Playboi Carti)                                                            | 2024 | 4                      | 11                     | 10                     | 20                     | 8                      | 24                     | 4                      | 17                     | 7                      | 3                      | - MC: 2× Platinum - ARIA: 2× Platinum - BPI: Gold - IFPI DEN: Gold - RMNZ: Platinum - SNEP: Gold                                                                                         | Hurry Up Tomorrow                                             |
| "São Paulo" (s Anitta)                                                                  | 2024 | 22                     | 32                     | —                      | 18                     | 16                     | 38                     | —                      | 42                     | 21                     | 43                     | - SNEP: Gold | Hurry Up Tomorrow                                             |
| "Cry for Me"                                                                            | 2025 | 8                      | 20                     | 23                     | 15                     | 68                     | 24                     | 35                     | 12                     | 8                      | 12                     | - SNEP: Gold | Hurry Up Tomorrow                                             |
| "Rather Lie" (s Playboi Carti)                                                          | 2025 | 9                      | 16                     | 35                     | 59                     | —                      | 41                     | 7                      | 49                     | 10                     | 4                      | | Music                                                         |
| "—" značí, že se nahrávka neumístila v hitparádách nebo v tomto území ani nebyla vydána |      |                        |                        |                        |                        |                        |                        |                        |                        |                        |                        | |                                                               |

### Jako vedlejší umělec
| Název                                                                                   | Rok  | Umístění v hitparádách | Umístění v hitparádách | Umístění v hitparádách | Umístění v hitparádách | Umístění v hitparádách | Umístění v hitparádách | Umístění v hitparádách | Umístění v hitparádách | Umístění v hitparádách | Umístění v hitparádách | Certifikace                                                                                              | Album                           |
| Název                                                                                   | Rok  | CAN                    | AUS                    | BEL                    | DEN                    | NLD                    | NZ                     | UK                     | UK R&B                 | US                     | US R&B /HH             | Certifikace                                                                                              | Album                           |
| --------------------------------------------------------------------------------------- | ---- | ---------------------- | ---------------------- | ---------------------- | ---------------------- | ---------------------- | ---------------------- | ---------------------- | ---------------------- | ---------------------- | ---------------------- | --- | ------------------------------- |
| "Crew Love" (Drake feat. the Weeknd)                                                    | 2012 | 80                     | —                      | —                      | —                      | —                      | —                      | 37                     | 7                      | 80                     | 9                      | - ARIA: Platinum - BPI: Platinum - RIAA: Platinum - RMNZ: Gold                                           | Take Care                       |
| "Remember You" (Wiz Khalifa feat. The Weeknd)                                           | 2012 | —                      | —                      | —                      | —                      | —                      | —                      | —                      | 31                     | 63                     | 15                     | - RIAA: Platinum                                                                                         | O.N.I.F.C.                      |
| "Odd Look" (Kavinsky feat. the Weeknd)                                                  | 2013 | —                      | —                      | 10                     | —                      | —                      | —                      | —                      | —                      | —                      | —                      | | Odd Look EP                     |
| "Elastic Heart" (Sia feat. the Weeknd a Diplo)                                          | 2013 | —                      | 67                     | 35                     | 21                     | 46                     | 7                      | 61                     | —                      | —                      | —                      | - IFPI DEN: Gold - RMNZ: 4× Platinum                                                                     | Hunger Games: Vražedná pomsta   |
| "Or Nah" (Remix) (Ty Dolla Sign feat. the Weeknd, Wiz Khalifa a DJ Mustard)             | 2014 | —                      | —                      | —                      | —                      | —                      | —                      | —                      | —                      | —                      | —                      | | Singly bez alb                  |
| "Drinks on Us" (Mike Will Made It feat. the Weeknd, Swae Lee, a Future)                 | 2015 | —                      | —                      | —                      | —                      | —                      | —                      | —                      | —                      | —                      | —                      | - RIAA: Gold                                                                                             | Singly bez alb                  |
| "Sexodus" (M.I.A. feat. the Weeknd)                                                     | 2015 | —                      | —                      | —                      | —                      | —                      | —                      | —                      | —                      | —                      | —                      | | Matangi                         |
| "Might Not" (Belly feat. the Weeknd)                                                    | 2015 | 28                     | —                      | —                      | —                      | —                      | —                      | —                      | —                      | 68                     | 21                     | - MC: 2× Platinum - RIAA: Platinum                                                                       | Up For Days                     |
| "Wonderful" (Travis Scott feat. the Weeknd)                                             | 2016 | —                      | —                      | —                      | —                      | —                      | —                      | —                      | —                      | —                      | —                      | - MC: Platinum - ARIA: Gold - RIAA: Platinum                                                             | Birds in the Trap Sing McKnight |
| "Nocturnal" (Disclosure feat. the Weeknd)                                               | 2016 | —                      | —                      | —                      | —                      | —                      | —                      | —                      | —                      | —                      | —                      | | Caracal                         |
| "Low Life" (Future feat. the Weeknd)                                                    | 2016 | 25                     | 96                     | —                      | —                      | 91                     | 30                     | —                      | 26                     | 18                     | 6                      | - MC: Platinum - ARIA: Gold - BPI: Platinum - IFPI DEN: Platinum - RIAA: 8× Platinum - RMNZ: 2× Platinum | Evol                            |
| "Wild Love" (Cashmere Cat feat. the Weeknd a Francis and the Lights)                    | 2016 | —                      | —                      | —                      | —                      | —                      | —                      | —                      | —                      | —                      | —                      | | 9                               |
| "Some Way" (Nav feat. the Weeknd)                                                       | 2017 | 31                     | —                      | —                      | —                      | —                      | —                      | —                      | —                      | —                      | 38                     | - MC: 2× Platinum - BPI: Silver - RIAA: 2× Platinum - RMNZ: Gold                                         | Nav                             |
| "Lust for Life" (Lana Del Rey feat. the Weeknd)                                         | 2017 | 39                     | 44                     | —                      | —                      | —                      | —                      | 38                     | —                      | 64                     | —                      | - ARIA: Platinum - BPI: Silver - RIAA: Platinum - RMNZ: Gold                                             | Lust for Life                   |
| "A Lie" (French Montana feat. the Weeknd a Max B)                                       | 2017 | 30                     | 71                     | —                      | —                      | —                      | —                      | 51                     | 12                     | 75                     | —                      | | Jungle Rules                    |
| "What You Want" (Belly feat. the Weeknd)                                                | 2018 | 47                     | —                      | —                      | —                      | —                      | —                      | —                      | —                      | —                      | —                      | - MC: Gold                                                                                               | Immigrant                       |
| "Price on My Head" (Nav feat. the Weeknd)                                               | 2019 | 18                     | —                      | —                      | —                      | —                      | —                      | 91                     | —                      | 72                     | 29                     | - MC: Platinum                                                                                           | Bad Habits                      |
| "Wake Up" (Travis Scott feat. the Weeknd)                                               | 2019 | 27                     | 67                     | —                      | —                      | —                      | 28                     | —                      | —                      | 30                     | 21                     | - MC: Platinum - ARIA: Platinum - BPI: Silver - RIAA: 2× Platinum - RMNZ: Platinum                       | Astroworld                      |
| "La Fama" (Rosalía feat. the Weeknd)                                                    | 2021 | 86                     | —                      | —                      | —                      | —                      | —                      | —                      | —                      | 94                     | —                      | - MC: Gold - RIAA: Platinum                                                                              | Motomami                        |
| "Tears in the Club" (FKA Twigs feat. the Weeknd)                                        | 2021 | 79                     | —                      | —                      | —                      | —                      | —                      | —                      | —                      | —                      | —                      | | Caprisongs                      |
| "Poison" (Aaliyah feat. the Weeknd)                                                     | 2021 | —                      | —                      | —                      | —                      | —                      | —                      | —                      | —                      | —                      | —                      | | Unstoppable                     |
| "—" značí, že se nahrávka neumístila v hitparádách nebo v tomto území ani nebyla vydána |      |                        |                        |                        |                        |                        |                        |                        |                        |                        |                        | |                                 |

### Promo singly
| "Rolling Stone"                                                                         | 2011 | —  | —  | —  | —  |                  | Thursday                |
| "The Birds, Pt. 1"                                                                      | 2011 | —  | —  | —  | —  |                  | Thursday                |
| "Initiation"                                                                            | 2011 | —  | —  | —  | —  |                  | Echoes of Silence       |
| "One of Those Nights" (Juicy J feat. the Weeknd)                                        | 2013 | —  | —  | —  | —  |                  | Stay Trippy             |
| "King of the Fall"                                                                      | 2014 | —  | —  | —  | —  |                  | The Highlights (Deluxe) |
| "Curve" (Gucci Mane feat. the Weeknd)                                                   | 2017 | 40 | 93 | 78 | 67 | - RIAA: Platinum | Mr. Davis               |
| "Blinding Lights" (Remix) (s Rosalía)                                                   | 2020 | —  | —  | —  | —  |                  | Promo singl bez alb     |
| "—" značí, že se nahrávka neumístila v hitparádách nebo v tomto území ani nebyla vydána |      |    |    |    |    |                  |                         |

## Další umístěné nebo certifikované písně
| "High for This"                                                                         | 2011 | —   | —  | 97  | —   | —  | —  | —   | —  | —  | —  | - MC: Platinum - BPI: Silver - RIAA: Platinum - RMNZ: Gold                                                     | House of Balloons                                              |
| "The Morning"                                                                           | 2011 | —   | —  | —   | —   | —  | —  | —   | —  | —  | —  | - MC: Platinum - BPI: Gold - RIAA: Platinum - RMNZ: Platinum                                                   | House of Balloons                                              |
| "House of Balloons / Glass Table Girls"                                                 | 2011 | —   | —  | —   | —   | —  | —  | —   | —  | —  | —  | - BPI: Silver - RMNZ: Gold                                                                                     | House of Balloons                                              |
| "The Party & the After Party"                                                           | 2011 | —   | —  | —   | —   | —  | —  | —   | —  | —  | —  | - ARIA: Gold - BPI: Silver - RMNZ: Gold                                                                        | House of Balloons                                              |
| "In Vein" (Rick Ross feat. the Weeknd)                                                  | 2014 | —   | —  | —   | —   | —  | —  | —   | —  | —  | 47 | | Mastermind                                                     |
| "Where You Belong"                                                                      | 2015 | —   | —  | 111 | —   | —  | —  | —   | 64 | 95 | 31 | | Padesát odstínů šedi                                           |
| "Pullin Up" (Meek Mill feat. the Weeknd)                                                | 2015 | —   | —  | —   | —   | —  | —  | —   | —  | —  | 31 | | Dreams Worth More Than Money                                   |
| "Real Life"                                                                             | 2015 | 69  | —  | —   | —   | —  | —  | 63  | 72 | 62 | 23 | - MC: Gold - ARIA: Gold                                                                                        | Beauty Behind the Madness                                      |
| "Losers" (feat. Labrinth)                                                               | 2015 | 88  | —  | —   | —   | —  | —  | 72  | 91 | 85 | 31 | - ARIA: Gold                                                                                                   | Beauty Behind the Madness                                      |
| "Tell Your Friends"                                                                     | 2015 | 44  | —  | —   | —   | —  | —  | 100 | 74 | 54 | 19 | - MC: Gold - BPI: Silver - RIAA: Platinum - RMNZ: Gold                                                         | Beauty Behind the Madness                                      |
| "Shameless"                                                                             | 2015 | 100 | —  | —   | —   | —  | —  | —   | —  | 79 | 27 | - MC: Gold - ARIA: Gold - RIAA: Platinum                                                                       | Beauty Behind the Madness                                      |
| "As You Are"                                                                            | 2015 | —   | —  | —   | —   | —  | —  | —   | —  | —  | 42 | - MC: Gold | Beauty Behind the Madness                                      |
| "Dark Times" (feat. Ed Sheeran)                                                         | 2015 | —   | —  | —   | —   | —  | —  | 60  | 92 | 91 | 35 | - MC: Gold - BPI: Silver - RIAA: Platinum - RMNZ: Gold                                                         | Beauty Behind the Madness                                      |
| "Prisoner" (feat. Lana Del Rey)                                                         | 2015 | 51  | —  | 113 | —   | —  | —  | 95  | 78 | 47 | 16 | - MC: Gold - ARIA: Gold - RIAA: Platinum                                                                       | Beauty Behind the Madness                                      |
| "Angel"                                                                                 | 2015 | —   | —  | —   | —   | —  | —  | —   | —  | —  | 38 | - MC: Gold | Beauty Behind the Madness                                      |
| "Pray 4 Love" (Travis Scott feat. the Weeknd)                                           | 2015 | —   | —  | —   | —   | —  | —  | —   | —  | —  | —  | - RIAA: Gold                                                                                                   | Rodeo                                                          |
| "FML" (Kanye West feat. the Weeknd)                                                     | 2016 | —   | —  | —   | —   | —  | —  | —   | 84 | 84 | 30 | - RIAA: Platinum - BPI: Silver                                                                                 | The Life of Pablo                                              |
| "6 Inch" (Beyoncé feat. the Weeknd)                                                     | 2016 | 31  | —  | 47  | —   | —  | —  | —   | 35 | 18 | 10 | - MC: Gold - ARIA: Gold - RIAA: Platinum                                                                       | Lemonade                                                       |
| "True Colors"                                                                           | 2016 | 32  | —  | —   | 76  | —  | 58 | 66  | 55 | 48 | 23 | - MC: Platinum - BPI: Silver - RIAA: Platinum - RMNZ: Gold                                                     | Starboy                                                        |
| "Stargirl Interlude" (feat. Lana Del Rey)                                               | 2016 | 51  | —  | —   | 93  | —  | 60 | —   | 73 | 61 | 32 | - MC: Gold - BPI: Platinum - RMNZ: 2× Platinum - SNEP: Platinum                                                | Starboy                                                        |
| "Sidewalks" (feat. Kendrick Lamar)                                                      | 2016 | 14  | —  | 143 | 47  | —  | 30 | 41  | 30 | 27 | 12 | - MC: Platinum - BPI: Silver - RIAA: Platinum - RMNZ: Platinum                                                 | Starboy                                                        |
| "Six Feet Under"                                                                        | 2016 | 20  | —  | —   | 63  | —  | 44 | 65  | 43 | 34 | 15 | - MC: Platinum - BPI: Silver - RIAA: Platinum - RMNZ: Gold                                                     | Starboy                                                        |
| "Love to Lay"                                                                           | 2016 | 45  | —  | —   | 97  | —  | 83 | 85  | 68 | 71 | 39 | - MC: Gold - ARIA: Gold                                                                                        | Starboy                                                        |
| "A Lonely Night"                                                                        | 2016 | 40  | —  | 117 | 72  | —  | 57 | 67  | 53 | 69 | 37 | - MC: Gold - BPI: Silver                                                                                       | Starboy                                                        |
| "Attention"                                                                             | 2016 | 43  | —  | —   | 86  | —  | 80 | 95  | 78 | 67 | 35 | - MC: Gold - ARIA: Gold                                                                                        | Starboy                                                        |
| "Ordinary Life"                                                                         | 2016 | 50  | —  | —   | —   | —  | 84 | —   | 79 | 72 | 40 | - MC: Gold | Starboy                                                        |
| "Nothing Without You"                                                                   | 2016 | 46  | —  | —   | —   | —  | 78 | —   | 81 | 68 | 36 | - MC: Gold - ARIA: Gold                                                                                        | Starboy                                                        |
| "All I Know" (feat. Future)                                                             | 2016 | 38  | —  | 184 | 99  | —  | 68 | —   | 76 | 46 | 21 | - MC: Gold - ARIA: Gold                                                                                        | Starboy                                                        |
| "Comin Out Strong" (Future feat. the Weeknd)                                            | 2017 | 43  | —  | 82  | —   | —  | —  | —   | 83 | 48 | 19 | - MC: Platinum - RIAA: Platinum                                                                                | Hndrxx                                                         |
| "UnFazed" (Lil Uzi Vert feat. the Weeknd)                                               | 2017 | 71  | —  | —   | —   | —  | —  | —   | —  | 84 | 42 | - RIAA: Gold                                                                                                   | Luv Is Rage 2                                                  |
| "Try Me"                                                                                | 2018 | 7   | 24 | 75  | 43  | 35 | 8  | 23  | 17 | 26 | 16 | - MC: Gold - ARIA: Platinum - BPI: Silver - RIAA: Platinum - RMNZ: Gold                                        | My Dear Melancholy                                             |
| "Wasted Times"                                                                          | 2018 | 8   | 23 | 111 | 53  | 36 | 13 | 30  | 18 | 27 | 17 | - MC: Platinum - ARIA: Platinum - BPI: Silver - RIAA: Platinum - RMNZ: Gold                                    | My Dear Melancholy                                             |
| "I Was Never There" (s Gesaffelstein)                                                   | 2018 | 12  | 40 | 112 | 67  | —  | 23 | 40  | —  | 35 | 20 | - MC: Gold - ARIA: 2× Platinum - BPI: Gold - IFPI DEN: Gold - RIAA: Platinum - RMNZ: Platinum - SNEP: Platinum | My Dear Melancholy                                             |
| "Hurt You" (s Gesaffelstein)                                                            | 2018 | 17  | 37 | 103 | 63  | —  | 28 | 33  | —  | 43 | 23 | - MC: Gold - ARIA: Platinum - BPI: Silver - RIAA: Platinum - RMNZ: Gold                                        | My Dear Melancholy                                             |
| "Privilege"                                                                             | 2018 | 22  | 45 | 143 | 80  | —  | 31 | 54  | —  | 52 | 27 | - MC: Gold - ARIA: Gold                                                                                        | My Dear Melancholy                                             |
| "Skeletons" (Travis Scott feat. Pharrell Williams, Tame Impala a the Weeknd)            | 2018 | 42  | 49 | 110 | —   | —  | 61 | —   | —  | 47 | 27 | - MC: Platinum - BPI: Silver - RIAA: 2× Platinum                                                               | Astroworld                                                     |
| "Thought I Knew You" (Nicki Minaj feat. the Weeknd)                                     | 2018 | 69  | 49 | —   | —   | —  | —  | —   | —  | 98 | —  | | Queen                                                          |
| "Alone Again"                                                                           | 2020 | 28  | —  | 49  | —   | —  | 24 | 51  | —  | 21 | 10 | - ARIA: Gold                                                                                                   | After Hours                                                    |
| "Too Late"                                                                              | 2020 | 38  | —  | 59  | —   | —  | 27 | 54  | —  | 28 | 13 | - ARIA: Gold                                                                                                   | After Hours                                                    |
| "Hardest to Love"                                                                       | 2020 | 36  | —  | 52  | —   | —  | 38 | 39  | —  | 25 | —  | - ARIA: Gold                                                                                                   | After Hours                                                    |
| "Scared to Live"                                                                        | 2020 | 33  | —  | 56  | —   | —  | 37 | 34  | —  | 24 | 12 | - ARIA: Gold                                                                                                   | After Hours                                                    |
| "Snowchild"                                                                             | 2020 | 32  | —  | 80  | —   | —  | 50 | 72  | —  | 32 | 16 | - ARIA: Gold                                                                                                   | After Hours                                                    |
| "Escape from LA"                                                                        | 2020 | 44  | —  | 88  | —   | —  | 49 | 90  | —  | 39 | 21 | - ARIA: Gold                                                                                                   | After Hours                                                    |
| "Faith"                                                                                 | 2020 | 43  | —  | 85  | —   | —  | 56 | 81  | —  | 45 | 24 | - ARIA: Gold                                                                                                   | After Hours                                                    |
| "Repeat After Me" (interlude)                                                           | 2020 | 62  | —  | 130 | —   | —  | 81 | —   | —  | 69 | 32 | | After Hours                                                    |
| "Until I Bleed Out"                                                                     | 2020 | 67  | —  | 158 | —   | —  | 87 | —   | —  | 80 | 40 | | After Hours                                                    |
| "Nothing Compares"                                                                      | 2020 | —   | —  | —   | —   | —  | —  | —   | —  | —  | —  | | After Hours                                                    |
| "Missed You"                                                                            | 2020 | —   | —  | —   | —   | —  | —  | —   | —  | —  | —  | | After Hours                                                    |
| "Off the Table" (s Ariana Grande)                                                       | 2020 | 27  | 32 | —   | 164 | —  | 93 | —   | —  | 35 | —  | | Positions                                                      |
| "Dawn FM"                                                                               | 2022 | 59  | 55 | 77  | —   | —  | 37 | 69  | —  | 65 | —  | | Dawn FM                                                        |
| "Gasoline"                                                                              | 2022 | 27  | 28 | 58  | —   | —  | 20 | 43  | —  | 29 | —  | | Dawn FM                                                        |
| "How Do I Make You Love Me?"                                                            | 2022 | 16  | 27 | 56  | 44  | —  | 21 | 24  | 22 | 39 | —  | - ARIA: Gold                                                                                                   | Dawn FM                                                        |
| "A Tale by Quincy"                                                                      | 2022 | —   | 85 | 105 | —   | —  | 53 | 97  | —  | —  | —  | | Dawn FM                                                        |
| "Here We Go... Again" (feat. Tyler, the Creator)                                        | 2022 | 21  | 46 | 83  | —   | —  | 32 | 72  | —  | 52 | 19 | | Dawn FM                                                        |
| "Best Friends"                                                                          | 2022 | 42  | 45 | 81  | —   | —  | 34 | 64  | —  | 60 | 23 | | Dawn FM                                                        |
| "Is There Someone Else?"                                                                | 2022 | 12  | 18 | 68  | —   | —  | 18 | 41  | 45 | 31 | 10 | - ARIA: Platinum - BPI: Silver - RMNZ: Platinum - SNEP: Gold                                                   | Dawn FM                                                        |
| "Starry Eyes"                                                                           | 2022 | 52  | 58 | 97  | —   | —  | 43 | 78  | —  | 79 | —  | | Dawn FM                                                        |
| "Every Angel Is Terrifying"                                                             | 2022 | 72  | 90 | 147 | —   | —  | 62 | —   | —  | 93 | —  | | Dawn FM                                                        |
| "Don't Break My Heart"                                                                  | 2022 | 41  | 75 | 128 | —   | —  | 56 | —   | —  | 85 | 34 | | Dawn FM                                                        |
| "I Heard You're Married" (feat. Lil Wayne)                                              | 2022 | 24  | 56 | 124 | —   | —  | 38 | 83  | —  | 62 | 25 | | Dawn FM                                                        |
| "Phantom Regret by Jim"                                                                 | 2022 | —   | —  | —   | —   | —  | 89 | —   | —  | —  | —  | | Dawn FM                                                        |
| "Fill the Void" (s Lily-Rose Depp a Ramsey)                                             | 2023 | —   | —  | —   | —   | —  | —  | —   | —  | —  | —  | | The Idol Episode 4 (Music from the HBO Original Series)        |
| "Like a God"                                                                            | 2023 | —   | —  | —   | —   | —  | —  | —   | —  | —  | —  | | The Idol Episode 5 Part 1 (Music from the HBO Original Series) |
| "False Idols" (s Lil Baby a Suzanna Son)                                                | 2023 | —   | —  | —   | —   | —  | —  | —   | —  | —  | —  | | The Idol Episode 5 Part 1 (Music from the HBO Original Series) |
| "Dollhouse" (s Lily-Rose Depp)                                                          | 2023 | —   | —  | —   | —   | —  | —  | —   | —  | —  | —  | | The Idol Episode 5 Part 2 (Music from the HBO Original Series) |
| "Circus Maximus" (Travis Scott feat. the Weeknd a Swae Lee)                             | 2023 | 32  | 49 | 57  | —   | —  | —  | —   | —  | 36 | 19 | - MC: Gold | Utopia                                                         |
| "All to Myself" (s Future a Metro Boomin)                                               | 2024 | 90  | —  | —   | —   | —  | —  | —   | —  | 67 | 28 | | We Still Don't Trust You                                       |
| "Always Be My Fault" (s Future a Metro Boomin)                                          | 2024 | —   | —  | —   | —   | —  | —  | —   | —  | —  | —  | | We Still Don't Trust You                                       |
| "Wake Me Up" (s Justice)                                                                | 2025 | 28  | 61 | 28  | —   | —  | —  | 52  | —  | 45 | —  | | Hurry Up Tomorrow                                              |
| "Baptized in Fear"                                                                      | 2025 | 24  | 67 | 40  | —   | —  | —  | 60  | —  | 46 | 12 | | Hurry Up Tomorrow                                              |
| "Open Hearts"                                                                           | 2025 | 27  | 64 | 34  | —   | —  | —  | 56  | —  | 48 | —  | | Hurry Up Tomorrow                                              |
| "Opening Night"                                                                         | 2025 | 57  | —  | 78  | —   | —  | —  | —   | —  | 74 | —  | | Hurry Up Tomorrow                                              |
| "Reflections Laughing" (s Travis Scott a Florence and the Machine)                      | 2025 | 29  | 75 | 44  | —   | —  | —  | 82  | —  | 53 | —  | | Hurry Up Tomorrow                                              |
| "Enjoy the Show" (s Future)                                                             | 2025 | 46  | —  | 74  | —   | —  | —  | —   | —  | 60 | 16 | | Hurry Up Tomorrow                                              |
| "Given Up on Me"                                                                        | 2025 | 53  | —  | 90  | —   | —  | —  | —   | —  | 71 | 19 | | Hurry Up Tomorrow                                              |
| "I Can't Wait to Get There"                                                             | 2025 | 65  | —  | 112 | —   | —  | —  | —   | —  | 82 | 23 | | Hurry Up Tomorrow                                              |
| "Niagara Falls"                                                                         | 2025 | 38  | —  | 99  | —   | —  | —  | —   | —  | 65 | 18 | | Hurry Up Tomorrow                                              |
| "Take Me Back to LA"                                                                    | 2025 | 55  | —  | 108 | —   | —  | —  | —   | —  | 69 | —  | | Hurry Up Tomorrow                                              |
| "Big Sleep" (s Giorgio Moroder)                                                         | 2025 | 78  | —  | 155 | —   | —  | —  | —   | —  | —  | —  | | Hurry Up Tomorrow                                              |
| "Give Me Mercy"                                                                         | 2025 | 75  | —  | 154 | —   | —  | —  | —   | —  | —  | —  | | Hurry Up Tomorrow                                              |
| "Drive"                                                                                 | 2025 | 81  | —  | 190 | —   | —  | —  | —   | —  | —  | 33 | | Hurry Up Tomorrow                                              |
| "The Abyss" (s Lana Del Rey)                                                            | 2025 | 50  | —  | 60  | —   | —  | —  | —   | —  | 68 | —  | | Hurry Up Tomorrow                                              |
| "Red Terror"                                                                            | 2025 | 80  | —  | 170 | —   | —  | —  | —   | —  | —  | 34 | | Hurry Up Tomorrow                                              |
| "Without a Warning"                                                                     | 2025 | 87  | —  | —   | —   | —  | —  | —   | —  | —  | 38 | | Hurry Up Tomorrow                                              |
| "Hurry Up Tomorrow"                                                                     | 2025 | 84  | —  | 177 | —   | —  | —  | —   | —  | —  | —  | | Hurry Up Tomorrow                                              |
| "—" značí, že se nahrávka neumístila v hitparádách nebo v tomto území ani nebyla vydána |      |     |    |     |     |    |    |     |    |    |    | |                                                                |

## Spoluumělec
| Název                                        | Rok  | Další umělec                                 | Album                         |
| -------------------------------------------- | ---- | -------------------------------------------- | ----------------------------- |
| "Shake It Out" (Remix)                       | 2011 | Florence + The Machine                       | žádné                         |
| "Cameras / Good Ones Go Interlude"           | 2011 | Drake                                        | Take Care                     |
| "The Ride"                                   | 2011 | Drake                                        | Take Care                     |
| "Marry The Night" (Remix)                    | 2011 | Lady Gaga                                    | Born This Way: The Remix      |
| "Nomads"                                     | 2013 | Ricky Hil                                    | SYLDD                         |
| "Gifted"                                     | 2013 | French Montana                               | Excuse My French              |
| "I'm Good"                                   | 2013 | Lil Wayne                                    | Dedication 5                  |
| "Secrets" (normální verze nebo GXNXVS remix) | 2013 | Jr. Hi                                       | Virtual Lover EP              |
| "Exodus"                                     | 2013 | M.I.A.                                       | Matangi                       |
| "Devil May Cry"                              | 2013 | žádné                                        | Hunger Games: Vražedná pomsta |
| "In Vein"                                    | 2014 | Rick Ross                                    | Mastermind                    |
| "Drunk In Love" (Remix)                      | 2014 | žádné                                        | žádné                         |
| "Where You Belong"                           | 2015 | žídné                                        | Padesát odstínů šedi          |
| "Pullin Up"                                  | 2015 | Meek Mill                                    | Dreams Worth More Than Money  |
| "Pray 4 Love"                                | 2015 | Travis Scott                                 | Rodeo                         |
| "Rambo (Last Blood)"                         | 2015 | Bryson Tiller                                | Trapsoul                      |
| "Pass Dat" (Remix)                           | 2015 | Jeremih                                      | žádné                         |
| "FML"                                        | 2016 | Kanye West                                   | The Life of Pablo             |
| "6 Inch"                                     | 2016 | Beyoncé                                      | Lemonade                      |
| "It's All Love"                              | 2016 | Belly, Starrah                               | Another Day in Paradise       |
| "Comin Out Strong"                           | 2017 | Future                                       | Hndrxx                        |
| "UnFazed"                                    | 2017 | Lil Uzi Vert                                 | Luv Is Rage 2                 |
| "Come Thru"                                  | 2018 | Trouble                                      | Edgewood                      |
| "Bedtime Stories"                            | 2018 | Rae Sremmurd                                 | SR3MM                         |
| "Skeletons"                                  | 2018 | Travis Scott, Pharrell Williams, Tame Impala | Astroworld                    |
| "Thought I Knew You"                         | 2018 | Nicki Minaj                                  | Queen                         |
| "Off the Table"                              | 2020 | Ariana Grande                                | Positions                     |
| "Christmas Blues"                            | 2020 | Sabrina Claudio                              | Christmas Blues               |
| "Artificial Intelligence"                    | 2023 | Mike Dean                                    | 4:23                          |
| "Defame Moi"                                 | 2023 | Mike Dean                                    | 4:23                          |
| "More Coke!!"                                | 2023 | Mike Dean                                    | 4:23                          |
| "Emotionless"                                | 2023 | Mike Dean                                    | 4:23                          |
| "Circus Maximus"                             | 2023 | Travis Scott, Swae Lee                       | Utopia                        |
| "All to Myself"                              | 2024 | Future, Metro Boomin                         | We Still Don't Trust You      |
| "Always Be My Fault"                         | 2024 | Future, Metro Boomin                         | We Still Don't Trust You      |
| "The Weeknd's Dark Secret"                   | 2024 | American Dad! Cast                           | American Dad! Greatest Hits   |
| "Rather Lie"                                 | 2025 | Playboi Carti                                | Music                         |